# M47 Patton
M47 Patton là một loại tăng thuộc thế hệ xe tăng hạng trung Patton do Mỹ sản xuất, đây là phiên bản thứ hai của dòng tăng được đặt tên của Tướng George S. Patton, chỉ huy của quân đội Mỹ tại chiến trường châu Âu trong Thế chiến II. M47 được thiết kế dựa trên cơ sở xe tăng M46 Patton. M47 đã được sử dụng rộng rãi bởi Quân đội Mỹ và đồng minh trong suốt thời gian chiến tranh lạnh.

## Lịch sử
Năm 1948, quân đội Mĩ bắt đầu thực hiện chương trình thiết kế một dòng gồm ba loại xe tăng có các bộ phận bên trong tương đồng trong ba loại xe tăng nhẹ, trung và nặng. Trong đó, thiết kế xe tăng hạng nhẹ và trung, T41 và T42 có chung một thân xe, nhưng mẫu T42 mang một tháp pháo nặng hơn với một pháo 90mm. Trước khi mẫu T42 được đưa vào kiểm tra, cuộc Chiến tranh Triều Tiên nổ ra. Diễn biến ban đầu của cuộc chiến thực sự là một cú sốc cho quân đội Mĩ khi các xe tăng T-34-85 của Bắc Triều Tiên làm chủ chiến trường cho tới khi một số lượng đáng kể xe tăng M4A3E8 Sherman, M26 Pershing và M46 Patton đến được bán đảo Triều Tiên. Mặc dù xe tăng M26 và M46 chứng minh có thể dễ dàng đánh bại T-34-85, thành công ban đầu của Bắc Triều Tiên và các khó khăn gặp phải trong việc huy động xe tăng đến Triều Tiên đã làm lộ rõ điểm yếu của kho tàng xe tăng Mĩ cũng như yêu cầu phải đánh giá lại việc sản xuất xe tăng hạng trung. 
Mẫu T42 sau đó đã không làm hài lòng được các kì vọng do động cơ không đủ công suất. Tuy nhiên, nó cũng có những điểm nổi trội như tháp pháo hoàn thiện hơn, cũng như trang bị hệ thống tìm tầm bằng kính nhắm phức tạp. Tháng 9 năm 1950, dưới áp lực cực kì của Quốc hội, quân đội Mĩ quyết định gắn tháp pháo T41 lên một thân xe M46 Patton hoán cải và bắt đầu sản xuất loại xe tăng mới này với tên gọi M47 Patton. 
Quân đội Mĩ cho rằng M47 Patton thực chất chỉ là đơn thuần lắp một tháp pháo mới lên một thân xe đã được kiểm tra kĩ lưỡng. Tuy nhiên, do thiếu các cuộc kiểm tra dẫn đến một chiếc xe tăng mang nhiều lỗi kĩ thuật và càng tê hại hơn do kế hoạch sản xuất quá sát. Nguồn cung cấp thiết bị tìm tầm bằng kính M12 làm chậm lại việc trang bị M47. Sư đoàn thiết giáp số 1 và số 2 chỉ bắt đầu nhận M47 vào năm 1952. Việc sản xuất tiếp diễn đến năm 1953 với tồng cộng khoảng 8.676 chiếc được sản xuất. M47 rõ ràng chỉ là một phương tiện chiến đấu tạm thời. Nó cũng là thiết kế xe tăng hạng trung cuối cùng sử dụng tổ lái 5 người. Các lợi thế lớn duy nhất so với M46 là tháp pháo có hình dáng chống đạn tốt hơn và hệ thống tìm tầm chính xác hơn. 

## Thiết kế

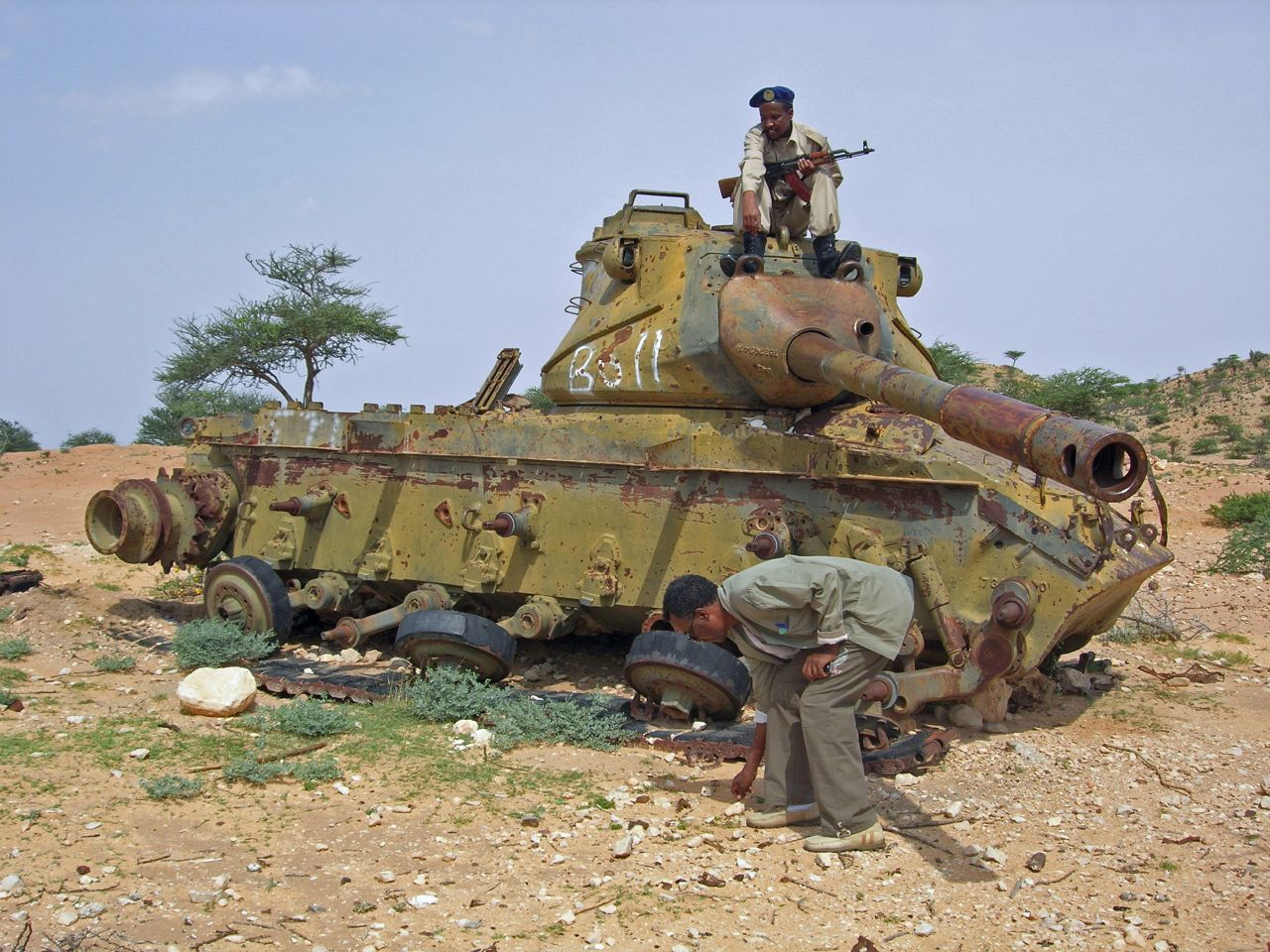
Tàn tích còn lại của một chiếc M47 ở Hargeisa, Somalia

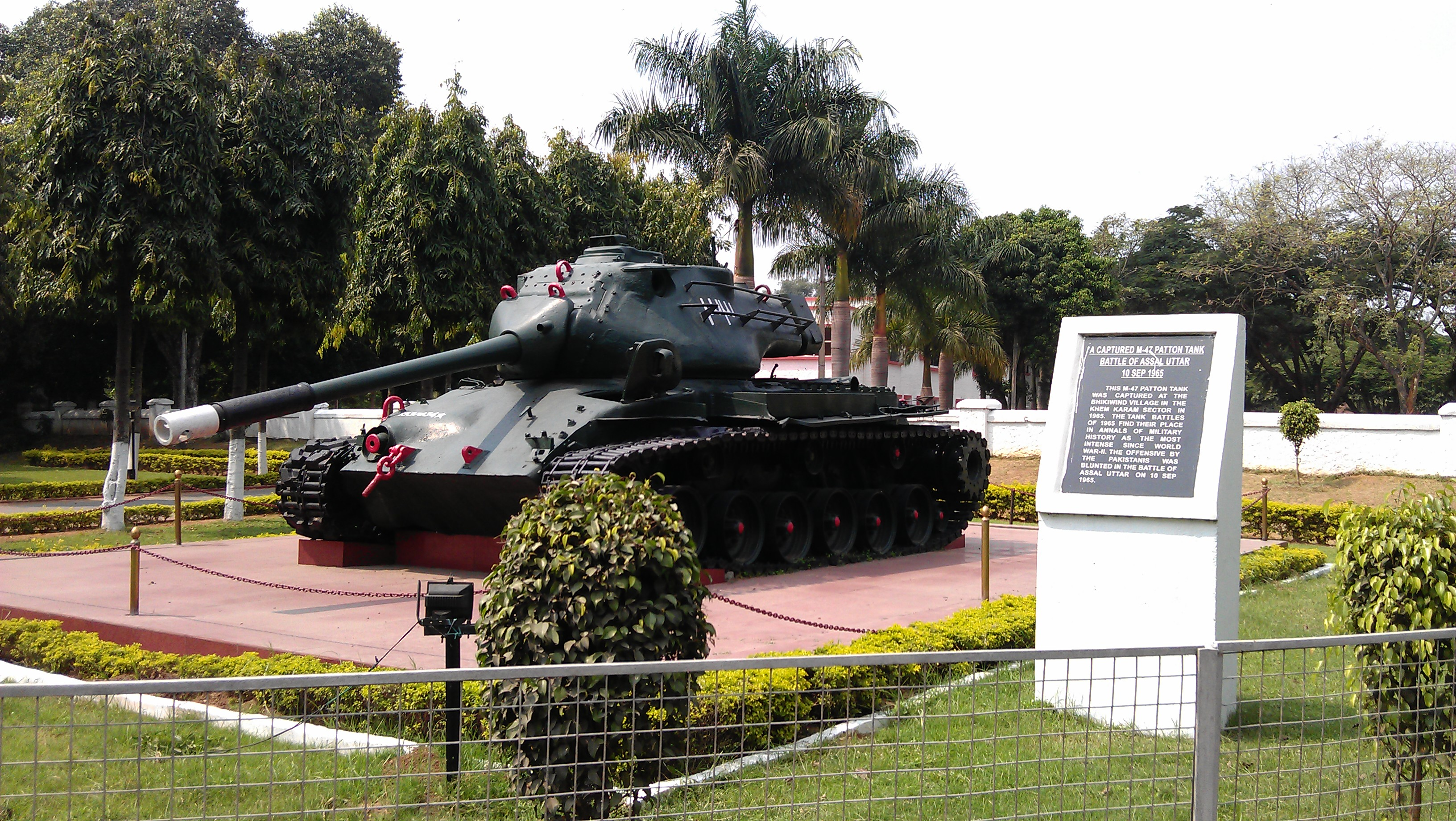
Xe tăng M-47 của Pakistan bị Ấn Độ tịch thu trong trận Asal Uttar ở Khem Karan, ngày 10 tháng 9 năm 1965. Hiện nay được trưng bày ở thành phố Bangalore, Ấn Độ.

M47 Patton có cấu trúc tương tự như M46 Patton. Một số điểm khác biệt bao gồm mặt trước thân xe có độ nghiêng lớn hơn, rotoclone blower đặt giữa lái xe và phụ lái của M46 bị tháo bỏ trên M47. Tháp pháo của M47 ngoài hình dạng vót nhọn hơn còn có một khoang chứa hàng sau tháp pháo chứa radio và bộ thông gió. 11 viên đạn pháo chính cũng được chứa trong khoang sau tháp pháo này. 
Một chương trình nâng cấp cho M47 được bắt đầu vào năm 1960 với kết quả là M47M. M47M sử dụng động cơ và hệ thống điều khiến hoả lực của xe tăng M60A1 Patton. Vị trí của phụ lái bị thay bằng một khoang chứa 22 viên đạn pháo 90mm. Một số thay đổi nhỏ cũng được áp dụng cho hệ thống bánh đi đường, dẫn hướng. Bộ giảm xốc dạng ống cũng bị bỏ đi và được thay bằng bộ giảm xóc ma sát. Tổng cộng có 547 chiếc M47 được hoán cải thành M47M bởi hãng Browen-McLaughlin-York tại một nhà máy ở Iran. M47M được dùng bởi quân đội Iran và quân đội Pakistan. 

## Hỏa lực
Có một số xe M47 đời đầu dùng súng máy M2 đồng trục thay cho M1919. Ngoài ra, pháo chính của M47 Patton cũng không hoàn toàn tương tự nhau. Một số dùng pháo có khoá đầu nòng dạng phễu như M46, một số khác lại dùng loại có dạng chữ T, một số nữa lại dùng kiểu xy lanh. Nhưng tất cả các loại đều có một bậu hút khí nằm sát đầu nòng. Pháo M36 có thể dùng các loại đạn của pháo M3A1 của M46 Patton. Trong những năm 1950, 1960, quân đội Mĩ chủ yếu dựa vào loại đạn HEAT vì chúng có thể xuyên phá bất cứ loại tăng-thiết giáp đương thời. 
Để điều khiển pháo chính, xạ thủ có một bảng cân chỉnh đạn đạo cung cấp các chỉnh sửa khi nhắm bắn dựa theo các thông số như: sơ tốc của loại đạn chuẩn bị bắn, độ đặc của không khí, nhiệt độ và tốc độ gió. Các xe M47 đời đầu dùng hệ thống tìm tầm bằng kính nhắm lập thể (stereoscopic) M12. Tuy cùng chung nguyên tắc hoạt động với thiết bị tìm tầm M17 của xe tăng M60 Patton, nhưng thiết bị M12 cũng có những khác biệt. Trong khi thiết bị tìm tầm của M60 dùng 2 thấu kính tạo ra 2 hình ảnh của khu vực mục tiêu(một ảnh thật và một ảnh giả), rồi tổ lái sẽ xoay một tay vặn để mang 2 hình ảnh lại gần nhau cho đến khi chồng lên nhau, thông số(đo bằng lượng giác dựa trên góc của 2 thấu kính) về khoảng cách sẽ được tự động đưa vào máy tính đạn đạo. Còn ở loại thiết bị tìm tầm M12, quy trình tìm tầm bao gồm điều chỉnh (gọi là “flying the geese”/“lái đàn ngỗng”) 2 cặp các dấu gạch tạo hình chữ V cho đến khi chúng nằm chồng lên nhau. Điểm yếu chính của hệ thống tìm tầm kiểu này là quy trình điều khiển của loại thiết bị tìm tầm này rất phức tạp và đòi hỏi kỉ thuật cao. Một bộ phận dân số cũng không đủ thị lực để sử dụng thiết bị tìm tầm loại này(hơn 20% lính tăng Mĩ không thể dùng chính xác thiết bị M12). 
Thời gian từ lúc phát hiện mục tiêu đến khi khai hoả của xe tăng M47 và M48 Patton vào khoảng 15s. Hai loại tăng này có tỉ lệ bắn trúng phát đầu tiên vào khoảng 50% ở tầm 1500m. 

## Triển khai
Với sự xuất hiện của M48 Patton vào năm 1953, quân đội Mỹ đã loại biên dần các xe tăng M47 vào năm 1955. Năm 1957, các đơn vị tăng sử dụng M47 đã lần lượt chuyển sang loại M48 tiên tiến hơn. M46 và M47 được chuyển sang làm nhiệm vụ hỗ trợ bộ binh cho đến khi được thay thế bằng xe thiết giáp hạng nhẹ trang bị tên lửa chống tăng có điều khiển SS-10. Chiếc M47 cuối cùng được nghỉ hưu vào năm 1959. Cuối thập niên 1950, hầu hết các xe tăng M47 đã được Mỹ xuất khẩu rộng rãi cho các đồng minh.
Thủy quân lục chiến Hoa Kỳ cũng đã bắt đầu cắt giảm số lượng M47 có trong trang bị vào cuối năm 1952. Sau khi chiến tranh Triều Tiên, toàng bộ số M47 của USMC đã nhanh chóng được thay thế bằng M48A1 Patton và xe tăng hạng nặng M103.
- Iran – 400 chiếc

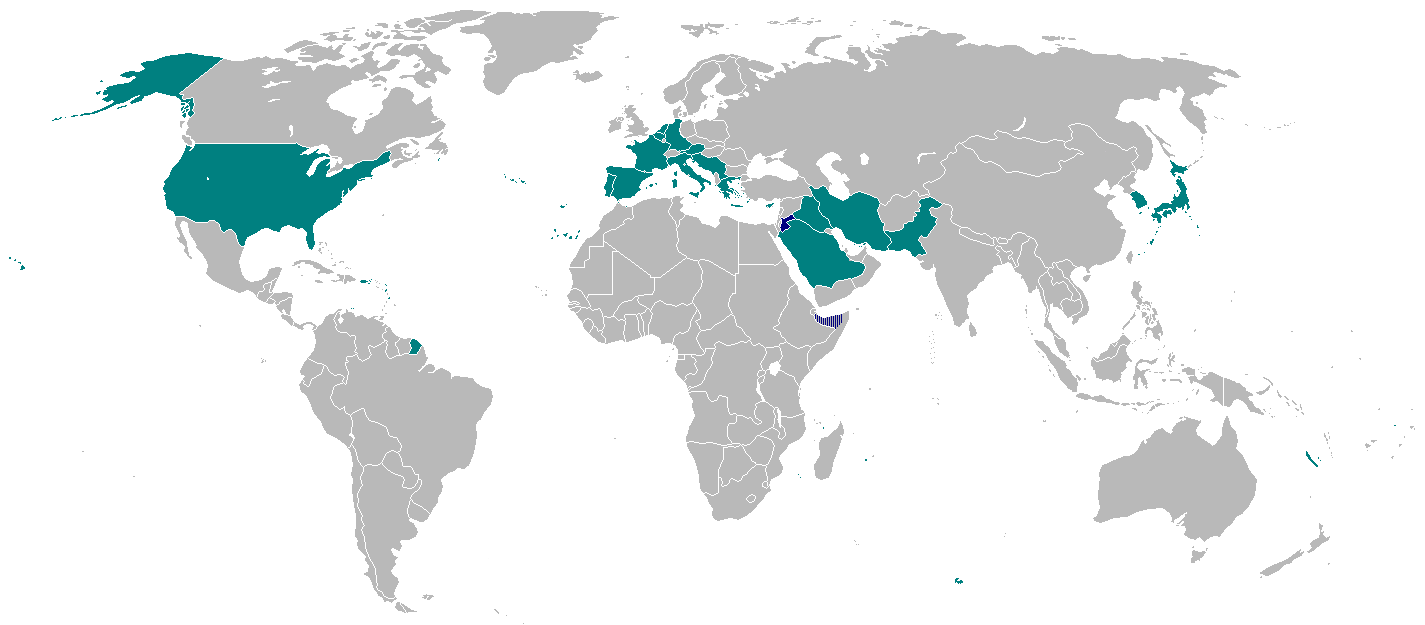
Bản đồ các quốc gia sử dụng M47.

- Tây Ban Nha – 22 M47ER3 ARV cải tiến từ khung thân của M47 trang bị trong các đơn vị công binh và pháo binh.

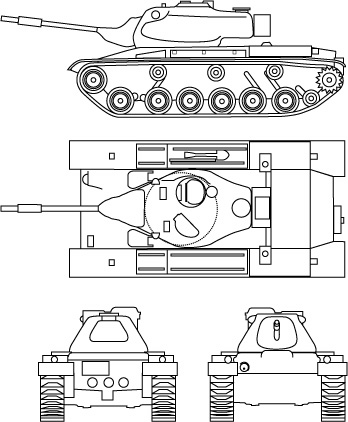
Bản vẽ của xe tăng M47.

### Former operators
- Áo - 153 M47 hoạt động trong biên chế Quân đội Áo từ năm 1957 đến năm 1982.
- Bỉ – Một số chiếc được trưng bày tại Bảo tàng quân sự Brussels
- Bosna và Hercegovina - [3]
- Croatia – 20 chiếc đã được sử dụng trong chiến tranh Croatia, 16 chiếc trong số đó tiếp tục được sử dụng sau cuộc chiến.
- Síp – One captured vehicle.
- Pháp – 856 (1954–1970)
- Hy Lạp – 396 chiếc bị loại biên dần từ giữa năm 1992 đến năm 1995.
- Iraq – Bị tháo dỡ.
- Ý
- Nhật Bản –Một chiếc được nhập khẩu để đánh giá.
- Hàn Quốc – 531 chiếc được mỹ chuyển giao từ năm 1956 đến năm 1959. Chiếc cuối cùng được ngừng hoạt động vào năm 2007.
- Pakistan – Lần lượt ngừng hoạt động trong giai đoạn 2002–2003.
- Philippines – Một chiếc được trưng bày tại Căn cứ Aguinaldo
- Bồ Đào Nha
- Ả Rập Xê Út
- Somalia
- Tây Ban Nha
- Tây Đức
- Thổ Nhĩ Kỳ – Tất cả đều bị tháo dỡ, một chiếc được chuyển cho Bảo tàng quân sự Istanbul và một chiếc được dùng làm đài tưởng niệm tại vị trí 35°19′39″B 33°8′28″Đ / 35,3275°B 33,14111°Đ (Síp).
- Hoa Kỳ
- Nam Tư – 319 chiếc được chuyển giao dưới thời Tổng thống Dwight D. Eisenhower.

## Phục vụ chiến đấu
- Pakistan sử dụng M47 Patton chống lại Ấn Độ trong cuộc chiến tranh Ấn Độ-Pakistan năm 1965.
- Jordan sử dụng M47 Patton chống lại Israel trong cuộc chiến tranh sáu ngày năm 1967.
- M47 được sử dụng bởi quân đội Thổ Nhĩ Kỳ, trong cuộc xâm lược Síp, trong tháng bảy và tháng tám 1974, với 200 Pattons.
- Iran sử dụng M47 chống Iraq trong cuộc chiến tranh Iran-Iraq.
- Trong những năm 1980 và đầu những năm 1990, quân đội Thổ Nhĩ Kỳ sử dụng xe tăng M47 chống lại các du kích PKK ở Thổ Nhĩ Kỳ và Iraq.
- Croatia sử dụng M47 chống lại Serbia trong cuộc chiến tranh Croatia độc lập, nhưng M47 hoàn toàn bị áp đảo bởi T-55 của Serbia.